# Sprachlosigkeit
Sprachlosigkeit (altgriechisch ἀφασία aphasía ‚Sprachlosigkeit‘) bezeichnet „das durch starke Emotionen ausgelöste, vorübergehende Unvermögen, etwas in Worte zu fassen“ (speechlessness). Davon anzugrenzen ist die Aphasie, die eine erworbene Störung der Sprache aufgrund einer Beschädigung von bestimmten Regionen des Gehirns definiert, die für die Sprachsteuerung entscheidend sind.

## Begriffsbestimmung
Das Wort Sprachlosigkeit wird mit so unterschiedlichen Adjektiven wie stumm, stimmlos, wortlos, unartikuliert oder dumpf verbunden. Der Begriff entstammt dem Adjektiv sprachlos und enthält das Suffix los. Im Mittel- und Althochdeutschen bezeichnet das Suffix los „abgeschnitten“ oder „losgelöst“. Mit dem Hilfsverb sein bezeichnet los sein den „Inhalt eines Fehlens“ oder „frei von etwas Seins“, als auch die Bedeutung von „es geschieht etwas Bemerkenswertes“. Das Adjektiv sprachlos meint „ohne gesprochene Worte, schweigsam, wortlos oder stumm“, und in Kombination mit dem Hilfsverb sein, jemandem „fehlen die Worte, einen Sachverhalt oder ein Ereignis zu kommentieren oder sich dazu zu stellen, meist aus Überraschung“.
Das Wort Sprachlosigkeit beschreibt nicht allein einen Seins-Zustand, in welchem einer Person etwas passiv widerfährt, d. h. ihr das Sprechen abhandenkommt, sondern ebenso einen Seins-Zustand, in welchem eine Person aktiv wählt, passiv zu sein, d. h. frei oder losgelöst davon ist, etwas sagen zu müssen.
Der Duden definiert Sprachlosigkeit als „Sprachlossein; Unfähigkeit, sich auszudrücken, zu kommunizieren“, das Oxford English Dictionary als „Zustand der Sprachlosigkeit; Mangel oder Verlust der Sprache“, und das Cambridge Dictionary als „das Gefühl, nicht sprechen zu können, weil man so wütend, schockiert, überrascht ist“.
Der Begriff Sprachlosigkeit weist begriffliche Überschneidungen mit dem Begriff des Schweigens und dem der Stummheit auf.
Das Verb schweigen bezeichnet sowohl den Umstand des still seins oder nicht redens als auch den Umstand, ein Geheimnis zu bewahren. Sowohl das Schweigen als auch die Sprachlosigkeit sind ein kommunikatives Verhalten in dem während eines Gespräches nicht gesprochen wird und auch keine Laute erzeugt werden. Schweigen („silence“,) ist dabei der Zustand, in dem sich eine Person, die die Sprecherrolle innehat, einer verbalen Äußerung bewusst enthält oder bewusst davon Abstand nimmt, sich in Bezug auf eine bestimmte Angelegenheit zu äußern. Die sprachlose Person will sich einer verbalen Äußerung dagegen gerade nicht enthalten, ist jedoch nicht in der Lage, etwas zu sagen.
Das Adjektiv stumm bezeichnet den Umstand, keine Laute von sich geben zu können. Während Schweigen die willentliche Unterlassung des Sprechens bezeichnet, bezeichnen Stummheit („muteness“,) und Sprachlosigkeit die Unfähigkeit zu sprechen oder einen Laut von sich zu geben. Stummheit ("mutism",) ist „der Zustand oder die Voraussetzung des Schweigens oder der Sprachlosigkeit; die Weigerung zu sprechen; die Unfähigkeit, Laute zu äußern oder verständlich zu sprechen, insbesondere infolge einer körperlichen Behinderung oder einer geistigen oder körperlichen Erkrankung“.
Die Stummheit ist wie die Sprachlosigkeit ein nicht willentlich kontrollierter Zustand, bei dem eine Person nicht sprechen kann, selbst wenn sie dies möchte. Während eine stumme Person ihre Fähigkeit zu sprechen ganz oder teilweise verloren hat, ist diese bei der sprachlosen Person vollständig erhalten. Im Unterschied zu Personen, bei denen die Stummheit nicht total, sondern nur auf bestimmte Personen oder soziale Situationen begrenzt ist, ist das Nicht-Sprechen sprachloser Personen Effekt eines überraschend auftretenden Ereignisses, das Emotionen auslöst, die der vorhandenen Absicht etwas zu sagen, entgegenstehen. Bei stummen Personen steht das Verstummen nicht im Zusammenhang mit einem überraschenden Ereignis und sie haben keine Absicht oder weigern sich zuweilen, etwas zu sagen.
Die Abgrenzung des Begriffs Sprachlosigkeit zum Begriff des Schweigens und zu dem der Verstummung bestimmt ihn als eine situativ bedingte, durch überraschend auftretende Emotionen ausgelöste, vorübergehende Unfähigkeit, in einer Gesprächssituation etwas zu sagen, obwohl die sprachlose Person etwas sagen möchte.

## Definition von Sprachlosigkeit
Die wissenschaftliche Definition von Sprachlosigkeit bestimmt sie als einen, für eine Person (sprechende Person) oder ihren Gesprächspartner (hörende Person), unmittelbar gegebenen Ausdruck bzw. Eindruck des Fehlens von Worten an Stellen einer Gesprächssituation, an denen diese zu erwarten wären. Sie stellt eine willkürliche oder unwillkürliche Reaktion auf ein verbales oder nonverbales Ereignis dar, welches innerhalb des Gesprächsverlaufes selbst auftreten oder von außerhalb des Gesprächskontextes auf die Person einwirken kann.
Sprachlosigkeit liegt erst in dem Fall vor, in dem eine als normal empfundene Sprechpause in einem Gespräch eine Dauer überschreitet, die von der sprechenden und/oder der hörenden Person als auffällig und bedeutungsvoll (ostensiv,) erlebt wird.
Auf phänomenologischer Ebene wird Sprachlosigkeit als mein Nicht-Sprechen oder Schweigen eines Individuums in Gesprächssituationen, in denen gewöhnlich ein sprachlicher Gesprächsaustausch besteht, wahrgenommen.
- Das Nicht-Sprechen bezeichnet einen Zustand, in welchem eine Person ihre Aufmerksamkeit auf eine als ungewöhnlich lang empfundene Sprechpause legt, diese jedoch nicht mit einer verbalen kommunikativen Absicht füllen kann. Die Person bemerkt, dass sie a) etwas sagen könnte, jedoch b) nicht spricht, und diesen Umstand c) nicht oder nicht ohne Weiteres ändern kann, selbst wenn sie d) dies wollte.
- Das Schweigen bezeichnet einen Zustand, in welchem eine Person ihre Aufmerksamkeit auf eine verbal kommunikative Absicht legt, die sie über eine ungewöhnlich lang empfundene Sprechpause hinaus nicht äußert, obwohl sie sich als vollständig in der Lage dazu fühlt, ihre Absicht verbal zu äußern. Die Person bemerkt, dass sie a) etwas sagen könnte, jedoch b) nicht spricht, diesen Umstand aber c) ohne Weiteres ändern könnte, dies jedoch d) willentlich unterlässt.

Unter Sprachlosigkeit in dem hier verwendeten Sinne wird ein psychologisches bzw. sozialpsychologisches Phänomen verstanden, dass sich von psychosomatischen, psychopathologischen und neuro-biologischen Konzeptionen abgrenzt, bei denen die Sprachlosigkeit als ein Symptom einer Störung betrachtet wird.

## Entwicklungsmodell der Sprachlosigkeit
Die Entstehung von Sprachlosigkeit im Kontext einer verbalen Konversation lässt sich in drei Phasen unterteilen:

### Vorläufer von Sprachlosigkeit
Die zentrale Voraussetzung für die Entstehung von Sprachlosigkeit sind die Erwartungen, welche die sprechende Person an sich, an die hörende Person und an die äußeren Bedingungen des Gespräches stellt. Die Erwartungshaltung einer Person erlaubt die Vorhersage von Ereignissen, Reaktionen und Verhaltensweisen und gibt das Gefühl von Sicherheit und Kontrolle. Verletzungen der Erwartungshaltung ziehen vielfältige negative Konsequenzen nach sich.

### Verursachung von Sprachlosigkeit
Sprachlosigkeit wird dadurch verursacht, dass die Erwartungen der sprechenden Person verletzt werden und erhebliche interpersonelle Anpassungsleistungen erfordern, um die Sprachlosigkeit zu bewältigen. Die grundlegende Untersuchung zu den Ursachen von Sprachlosigkeit von Berger ergab, dass 35 % der Befragten sprachlos waren, weil die Person, mit der sie interagierten, ein unerwartetes Verhalten zeigte oder unerwartete Informationen preisgab; 27 % führten ihre Sprachlosigkeit auf Stress und extreme Gefühlszustände zurück; 13 % gaben an, dass ihnen Wissen oder Informationen zum Gesprächsthema fehlten, und weniger als 10 % der Befragten nannten Unsicherheit über die Gefühle der anderen Person, Schwierigkeit, unerwartete Fragen zu beantworten, oder übermäßige Achtung vor der anderen Person als Ursache ihrer Sprachlosigkeit an. Die berichteten Ursachen lassen sich auf eine Diskrepanz zwischen der Erwartung der sprechenden Person an ein Ereignis und dem tatsächlich eintretenden Ereignis zurückführen.
Je höher die Erwartungshaltung einer Person ist, desto ausgeprägter ist ihre Reaktion auf eine Verletzung dieser Erwartung. Zu den Reaktionen auf eine Erwartungsverletzung zählen vorwiegend ein Gefühl der Überraschung, aber auch negative Affekte wie Angst, Wut oder Trauer, Gefühle der Schuld sowie der Zufriedenheit und Freude, wenn etwa ein Ereignis positiver ausgefallen ist, als erwartet. Zu den Reaktionen auf die Sprachlosigkeit selbst gehört vorwiegend das Gefühl der Machtlosigkeit und der Schwäche.

### Ausdrucksformen von Sprachlosigkeit
Die Sprachlosigkeit zeigt sich in den Ausdrucksformen des Schweigens, die als strategische, willentliche und intentionale Sprachlosigkeit beschrieben wird, und des Nicht-Sprechens, das als nicht-strategische, unwillentliche und non-intentionale Sprachlosigkeit beschrieben wird.
Die non-intentionale Sprachlosigkeit liegt vor, wenn eine Erwartungsverletzung eine Person überrascht, schockiert oder überwältigt, und sie in der Folge negative Affekte wie Angst, Trauer oder Schmerz empfindet. Diese Personen berichten, zu emotional zu sein, um etwas sagen zu können, oder davon, dass ein Gesprächspartner etwas gesagt oder getan hat, das so unerwartet war, dass sie nichts mehr sagen konnten, oder, dass sie etwas sagen wollten, jedoch nicht die richtigen Worte gefunden haben.
Die intentionale Sprachlosigkeit liegt vor, wenn eine Erwartungsverletzung eine Person weniger stark überrascht, schockiert oder überwältigt, und sie in der Folge weniger negativen Affekte empfindet als Gefühle der Schuld und Peinlichkeit. Diese Personen berichten davon, in Gesprächssituationen nichts mehr zu sagen, damit die Situation nicht noch schlimmer wird, als sie ohnehin schon ist, oder davon, zu schweigen, da sie fürchten, in den Augen des Anderen einen schlechten Eindruck zu machen.

## Sprachproduktionsmodell der Sprachlosigkeit
Die Sprachlosigkeit (Nicht-Sprechen, Schweigen) wird vor dem Hintergrund bio-medizinischer, psychosomatischer, psychologischer oder sozialpsychologischer Erklärungsansätze betrachtet. Grundlage der verschiedenen Erklärungsansätze ist das Modell der Sprachproduktion nach Levelt.
Nach Levelt wird der Prozess der Sprachproduktion in eine Phase der Konzeptualisierung und Wortselektion, der darauffolgenden Phase der Silben- und Lautbildung und der abschließenden Phase der lautlichen Artikulation von Worten unterteilt. In allen Phasen kommt es zu einem Selbst-Monitoring, welches den Sprachproduktionsprozess steuert und Fehler korrigiert.
Die semantische Angemessenheit, d. h. die Bedeutung einer geplanten sprachlichen Aussage wird in der Phase der Konzeptualisierung und Wortselektion gebildet und in einer "konzeptionellen Rückkoppelungsschleife" geprüft. In der Phase der Silben- und Lautbildung wird die verbale Äußerung vorbereitet und in einer „inneren Rückkoppelungsschleife“ geprüft und während der artikulatorischen Phase, in welcher sich die sprechende Person selbst sprechen hört, erfolgt die Prüfung und Korrektur in einer „auditiven Rückkoppelungsschleife“. Da der sprechenden Person die auditive Schleife nur bei offener Sprache verfügbar ist, ist diese im Fall der Sprachlosigkeit nicht von Bedeutung.
Im Prozess der Sprachproduktion kann es sowohl in den einzelnen Phasen der Sprachproduktion als auch während der Beobachtung und Überprüfung des Sprachproduktionsprozesses zu Fehlern kommen.
Die Phänomenen der Sprachlosigkeit können während der Phasen der Sprachproduktion bis zur Phase der Artikulation und während des Monitorings dieser Sprachproduktionsphasen auftreten.
Bei sprachlosen Personen, die nicht sprechen können, kommt es in den Phasen zu Fehlern, die die Person zwar monitoren, aber nicht korrigieren kann.
- Nicht-sprechende Personen, die auf Nachfrage berichten sprachlos zu sein, da sie nicht wussten, was sie hätten sagen können, weisen eine Sprachlosigkeit auf Ebene der Konzeptualisierung semantisch bedeutsamer Aussagen auf.
- Nicht-sprechende Personen, die auf Nachfrage berichten sprachlos zu sein, da sie nicht die richtigen Worte finden konnten, um das zu sagen, was sie sagen wollten, weisen eine Sprachlosigkeit auf Ebene der Wortselektion auf.
- Nicht-sprechende Personen, die auf Nachfrage berichten sprachlos zu sein, da sie zwar wussten, was sie sagen wollten, dies jedoch nicht aussprechen konnten, weisen eine Sprachlosigkeit auf Ebene der Lautbildung auf.

Bei Personen, die schweigen, ist der gesamt Prozess der Sprachproduktion unbeeinträchtigt, jedoch wird die mental vorliegende sprachliche Aussage nicht artikuliert. Die schweigende Person gibt auf Nachfrage an: "Ich wusste genau, was sich hätte sagen können, aber ich wollte es nicht sagen!" Hier kommt es in den Phasen der Sprachproduktion zu keinen Fehlern, jedoch wird der Übergang von der Lautbildung zur Lautartikulation durch die schweigende Person aktiv gehemmt.

## Formen der Sprachlosigkeit
Die Formen der Sprachlosigkeit in Gesprächssituationen lassen sich auf einem Kontinuum zwischen einer nicht absichtlich herbeigeführten und nicht willentlich kontrollierbaren (non-intentionalen) Sprachlosigkeit und einer beabsichtigten und willentlich kontrollierbaren (intentionalen) Sprachlosigkeit anordnen.
Auf der non-intentionalen Achse der Sprachlosigkeit lassen sich psychologische Formen wie die nicht-strategische Sprachlosigkeit nach Berger, die emotionale Sprachlosigkeit oder die Alexinomie, psychosomatische Formen wie die Alexithymie, psychopathologische Formen wie der selektive Mutismus die "traumabedingte Sprachlosigkeit" oder der "speechless terror", oder neurobiologisch bedingte Formen der Aphasien ansiedeln. Bis auf die nicht-strategische Sprachlosigkeit nach Berger lassen sich alle anderen Formen der non-intentionalen Sprachlosigkeit als Symptom einer psychischen, entwicklungsbedingten oder neurobiologischen Störung betrachten, sodass diese symptomatischen Formen nicht als Sprachlosigkeit im eigentlichen Sinne zu betrachten sind.
Auf der intentionalen Achse der Sprachlosigkeit lassen sich sozial-psychologische Formen, wie die strategische Sprachlosigkeit sowie das verbale, kommunikative oder konversationale Schweigen ansiedeln, zu denen auch Formen wie das eloquente Schweigen, das ostentative Schweigen, das onomatopoetische Schweigen, das metaphorische Schweigen, das mnemonische Schweigen, das rhetorische Schweigen oder das therapeutische Schweigen hinzugerechnet werden.

## Kölner Fragebogen zur Sprachlosigkeit (KFS)
Der Kölner Fragebogen zur Sprachlosigkeit (KFS) bildet das erste, validierte Erhebungsinstrument zur Erfassung der Phänomene der intentionalen, non-intentionalen und emotionalen Sprachlosigkeit in Gesprächssituationen. Die Phänomene der Sprachlosigkeit beschreiben das Nicht-Sprechen oder Schweigen eines Individuums in Gesprächssituationen, in denen gewöhnlich ein sprachlicher Gesprächsaustausch besteht. Sie sind ein unmittelbar gegebener Ausdruck bzw. Eindruck des Fehlens von Worten an Stellen einer Gesprächssituation, an denen diese zu erwarten wären, und stellt eine willkürliche oder unwillkürliche Reaktion auf ein verbales oder nonverbales Ereignis dar, welches innerhalb des Gesprächsverlaufes selbst auftreten oder von außerhalb des Gesprächskontextes auf die Person einwirken kann.
Der KFS ermöglicht eine graduelle Differenzierung des Nicht-Sprechens oder Schweigens unter Verwendung der drei Fragebogenkomponenten zur Sprachlosigkeit, welche eigenständige Konzepte des Nicht-Sprechens oder Schweigens abbilden. 
- I.: intentionale Komponente (KFS-IS)
- II.: non-intentionale Komponente (KFS-NIS)
- III.: emotionale Komponente (KFS-E)

Die Komponenten der Sprachlosigkeit basieren auf Theorien und Konzepten der Linguistik und Sprechakttheorie sowie der psychologischen Kognitions- und Emotionsforschung als auch soziologischer Theorien zum normativen Verhalten. Den Komponenten liegen keine organischen, neurologischen, klinisch-psychologischen oder psychopathologischen Konzepte zugrunde, auch wenn Bezüge zu diesen hergestellt werden können.
Die Sprachlosigkeit wird als eine Folge innerpsychischer und situativer Ursachenfaktoren betrachtet, welche:
- a. eine Person dazu bringt, sich nicht zu äußern, obwohl dies ohne weiteres möglich wäre (verbales oder intentionales Schweigen)
- b. eine Person daran hindert, sich zu äußern obwohl es dies möchte (non-volitionale oder non-intentionale Sprachlosigkeit) oder
- c. eine Person darin einschränkt, sich im Zusammenhang mit emotional besetzten Themen zu äußern (emotionale Sprachlosigkeit).

Verfahren
Der Kölner Fragebogen zur Sprachlosigkeit erfasst die Sprachlosigkeit mit insgesamt 55 Items, verteilt über die drei Komponenten der intentionalen Sprachlosigkeit mit je 16 Items, der non-intentionalen Sprachlosigkeit mit je 20 Items und der emotionalen Sprachlosigkeit mit je 19 Items. In jeder Komponente wird das jeweilige Konzept von Sprachlosigkeit über eigenständige Subskalen erfasst und über Gesamtsummenscores je Fragebogenkomponente ausgewiesen. 
Materialien
Testmanual, Fragebogenset bestehend aus drei Fragebögen zu den Komponenten der (1) intentionalen Sprachlosigkeit (KFS-IS), der (2) non-intentionalen Sprachlosigkeit (KFS-NIS) und der (3) emotionalen Sprachlosigkeit (KFS-E) sowie drei Auswertungsbögen (einem Auswertungsbogen je Fragebogenkomponente).
Einsatzbereich
Der KFS ist für den wissenschaftlichen, klinischen und nicht-klinischen Einsatz konzipiert. In diesen Bereichen kann das Verfahren für alle Fragestellungen verwendet werden, bei denen Aspekte des Sprechens und Schweigens von Relevanz sind. Die praktische Durchführung der Erhebung zu allen drei oder zu den einzelnen Komponenten der Sprachlosigkeit ist in vielfältigen Anwendungsbereichen möglich, von der Neurologie und Psychiatrie über die Psychosomatik und Psychotherapie bis hin zur Sozial- und Wirtschaftspsychologie. Der Fragebogen eignet sich für Untersuchungen auf Populations- sowie Gruppen- und Einzelfallebene.
Testskalen
Der Kölner Fragebogen zur Sprachlosigkeit setzt sich aus den drei Komponenten (1) intentionale Sprachlosigkeit (KFS-IS) (2), non-intentionale Sprachlosigkeit (KFS-NIS) und (3) emotionale Sprachlosigkeit (KFS-E) zusammen.
I.: Die KFS-Komponente intentionale Sprachlosigkeit (KFS-IS; 16 Items) umfasst die drei Subskalen:
- Peinlichkeitsreduktion [PR, 5 Items]
- Unsicherheitsreduktion [UR, 5 Items]
- Dissonanzreduktion [DR, 6 Items]

II.: Die KFS-Komponente non-intentionale Sprachlosigkeit (KFS-NIS; 20 Items) umfasst die drei Subskalen:
- Positive Erwartungsverletzung [PEV, 4 Items]
- Negative Erwartungsverletzung [NEV, 9 Items]
- Soziale Rollenerwartung [SOZR, 7 Items]

III.: Die KFS-Komponente emotionale Sprachlosigkeit (KFS-E; 19 Items) umfasst die vier Subskalen:
- Allgemeine Gefühlsbeschreibung [AGB, 7 Items]
- Gefühlsbeachtung [GB, 6 Items]
- Gefühlsunsicherheit [GU, 3 Items]
- Positive Gefühlsbeschreibung [PGB, 3 Items]

Art des Verfahrens
Paper-Pencil-Test
Art und Dauer der Durchführung
Im Einzelsetting als Selbstbeurteilungsinstrument. Die Bearbeitungsdauer variiert je nach Auswahl der Komponenten. Die durchschnittliche Testdauer des vollständigen Fragebogensets beträgt 15 bis 20 Minuten. Für die einzelnen Komponenten beträgt die Testdauer circa 5 Minuten.
Auswertung und Interpretation
Die Auswertung der Testergebnisse erfolgt separat für jede Komponente unter Berechnung der komponenten-spezifischen Subskalen und Gesamtsummenscores. Entsprechend der Referenztabellen des Testmanuals und der zugehörigen Auswertungsbögen kann eine Beurteilung der ermittelten Subskalen und Gesamtsummenscores der einzelnen KFS-Komponenten anhand von Prozenträngen erfolgen. Eine differenzierte Analyse ist in Abhängigkeit des Geschlechts und des Alters möglich.
Normierung
Die Normierung der Fragebogenkomponente des Kölner Fragebogens zur Sprachlosigkeit erfolgte an einer umfassenden Stichprobe der deutschsprachigen Bevölkerung. Insgesamt lagen bei N = 1.350 Personen (608 Männer, 738 Frauen, 2 diverse Personen und zwei Teilnehmende ohne geschlechtsspezifische Angaben) vollständige Angaben zu allen Items jeder Fragebogenkomponente vor.
Objektivität
Die Objektivität des Testverfahrens ist bei sachgemäßer Durchführung der Erhebung, Auswertung und Interpretation entsprechend der Vorgaben des Testmanuals des Kölner Fragebogens zur Sprachlosigkeit gegeben.
Reliabilität
Die Reliabilität des Kölner Fragebogens zur Sprachlosigkeit liegt in seinen einzelnen Komponenten für
- die intentionale Sprachlosigkeit (KFS-IS) bei α = 0,955,
- die non-intentionale Sprachlosigkeit (KFS-NIS) bei α = 0,959 und
- die emotionale Sprachlosigkeit (KFS-E) bei α = 0,903.

Validität
Mittels konfirmatorischer Faktorenanalyse wurde die Faktorenstruktur der KFS-Komponenten bestätigt. 